# Tweede Kamerverkiezingen in het kiesdistrict Loosduinen

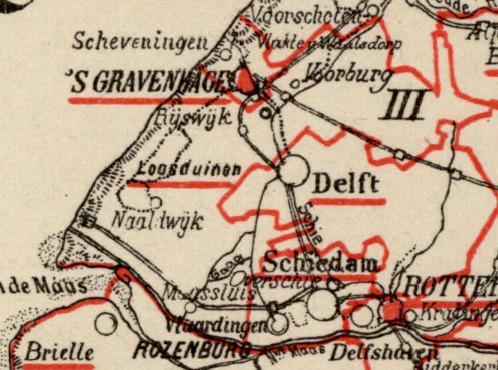
Kiesdistrict Loosduinen (1888)

Tweede Kamerverkiezingen in het kiesdistrict Loosduinen geeft een overzicht van verkiezingen voor de Nederlandse Tweede Kamer in het kiesdistrict Loosduinen in de periode 1888-1918.
Het kiesdistrict Loosduinen werd ingesteld na de grondwetsherziening van 1887. Tot het kiesdistrict behoorden de volgende gemeenten: Benthuizen, 's-Gravenzande, De Lier, Loosduinen, Maasland, Maassluis, Monster, Naaldwijk, Nootdorp, Rijswijk, Schipluiden, Stompwijk, Voorburg, Wateringen, Zegwaard en Zoetermeer.
Het kiesdistrict Loosduinen vaardigde in deze periode per zittingsperiode één lid af naar de Tweede Kamer. 
Legenda
- cursief: in de eerste verkiezingsronde geëindigd op de eerste of tweede plaats, en geplaatst voor de tweede ronde;
- vet: gekozen als lid van de Tweede Kamer.

## 6 maart 1888
De verkiezingen werden gehouden na vervroegde ontbinding van de Tweede Kamer.
|                    | 6 maart | 20 maart |
| ------------------ | ------- | -------- |
| Kiesgerechtigden   | 3.747   | 3.747    |
| Opkomst            | 3.437   | 3.395    |
| Geldige stemmen    | 3.422   | 3.359    |
| Blanco stemmen     | 13      | 31       |
| Kandidaten         |         |          |
| A.H.M. van Berckel | 1.319   | 2.001    |
| W.T.C. van Doorn   | 1.094   | 1.358    |
| J.C. Fabius        | 979     |          |

## 9 juni 1891
De verkiezingen werden gehouden na ontbinding van de Tweede Kamer.
|                    | 9 juni | 23 juni |
| ------------------ | ------ | ------- |
| Kiesgerechtigden   | 3.943  | 3.943   |
| Opkomst            | 3.212  | 2.767   |
| Geldige stemmen    | 3.184  | 2.706   |
| Blanco stemmen     | 13     | 57      |
| Kandidaten         |        |         |
| A.H.M. van Berckel | 1.226  | 1.355   |
| H.A. van de Velde  | 1.006  | 1.351   |
| H.P. de Kanter     | 921    |         |

## 10 april 1894
De verkiezingen werden gehouden na vervroegde ontbinding van de Tweede Kamer.
|                        | 10 april | 24 april |
| ---------------------- | -------- | -------- |
| Kiesgerechtigden       | 4.035    | 4.035    |
| Opkomst                | 2.849    | 3.292    |
| Geldige stemmen        | 2.788    | 3.230    |
| Blanco stemmen         | 55       | 56       |
| Kandidaten             |          |          |
| A.H.M. van Berckel     | 1.298    | 1.755    |
| H.A. van de Velde      | 945      | 1.475    |
| J.M. Pijnacker Hordijk | 527      |          |

## 15 juni 1897
De verkiezingen werden gehouden na ontbinding van de Tweede Kamer.
|                        | 15 juni | 25 juni |
| ---------------------- | ------- | ------- |
| Kiesgerechtigden       | 6.762   | 6.762   |
| Opkomst                | 6.012   | 5.510   |
| Geldige stemmen        | 5.932   | 5.428   |
| Blanco stemmen         | 80      | 82      |
| Kandidaten             |         |         |
| A. Brummelkamp         | 1.603   | 3.017   |
| A.H.M. van Berckel     | 2.260   | 2.411   |
| J.M. Pijnacker Hordijk | 1.261   |         |
| G. van Herwaarden      | 808     |         |

## 14 juni 1901
De verkiezingen werden gehouden na ontbinding van de Tweede Kamer.
|                                    | 14 juni | 27 juni |
| ---------------------------------- | ------- | ------- |
| Kiesgerechtigden                   | 6.917   | 6.917   |
| Opkomst                            | 5.532   | 5.215   |
| Geldige stemmen                    | 5.362   | 5.133   |
| Blanco stemmen                     | 170     | 82      |
| Kandidaten                         |         |         |
| A. Brummelkamp                     | 1.817   | 2.642   |
| J.W.J.C.M. van Nispen tot Sevenaer | 2.106   | 2.491   |
| J. Pattist                         | 1.016   |         |
| J.D. Six                           | 808     |         |

## 16 juni 1905
De verkiezingen werden gehouden na ontbinding van de Tweede Kamer.
|                  | 16 juni |
| ---------------- | ------- |
| Kiesgerechtigden | 8.951   |
| Opkomst          | 7.793   |
| Geldige stemmen  | 7.676   |
| Blanco stemmen   | 117     |
| Kandidaten       |         |
| A. Brummelkamp   | 5.378   |
| A. Ferf          | 2.298   |

## 11 juni 1909
De verkiezingen werden gehouden na ontbinding van de Tweede Kamer.
|                  | 11 juni |
| ---------------- | ------- |
| Kiesgerechtigden | 9.945   |
| Opkomst          | 7.842   |
| Geldige stemmen  | 7.699   |
| Blanco stemmen   | 143     |
| Kandidaten       |         |
| A. Brummelkamp   | 5.829   |
| A. Ferf          | 1.550   |
| J.H.A. Schaper   | 320     |

## 17 juni 1913
De verkiezingen werden gehouden na ontbinding van de Tweede Kamer.
|                  | 17 juni |
| ---------------- | ------- |
| Kiesgerechtigden | 11.107  |
| Opkomst          | 9.188   |
| Geldige stemmen  | 9.042   |
| Blanco stemmen   | 146     |
| Kandidaten       |         |
| A. Brummelkamp   | 6.234   |
| F.M. Knobel      | 2.374   |
| J.H.A. Schaper   | 434     |

## 15 juni 1917
De verkiezingen werden gehouden na ontbinding van de Tweede Kamer.
|                  | 15 juni |
| ---------------- | ------- |
| Kiesgerechtigden | 13.005  |
| Kandidaten       |         |
| A. Brummelkamp   |         |

De zeven in de vorige Tweede Kamer vertegenwoordigde partijen hadden afgesproken in elkaars kiesdistricten geen tegenkandidaten te stellen. Brummelkamp was derhalve de enige kandidaat; hij werd zonder nadere stemming gekozen verklaard.

## Opheffing
De verkiezing van 1917 was de laatste verkiezing voor het kiesdistrict Loosduinen. In 1918 werd voor verkiezingen voor de Tweede Kamer overgegaan op een systeem van evenredige vertegenwoordiging met kandidatenlijsten van politieke partijen.